# Creatura din altă lume
Creatura (din altă lume) (titlu original: The Thing from Another World) (1951) este un film științifico-fantastic de groază regizat de Christian Nyby. Era cunoscut sub denumirea The Thing până la realizarea filmului cu același nume din 1982. Filmul este inspirat de nuvela Who Goes There? (Cine-i acolo ?) din 1938 scrisă de John W. Campbell (sub pseudonimul Don A. Stuart). Filmul prezintă povestea unui echipaj al Forțelor Aeriene și a unei echipe de oameni de știință aflați într-un avanpost îndepărtat de cercetare din Arctica. Acești oameni întâlnesc și se luptă cu o formă de viață extraterestră ostilă asemănătoare unei plante. În film interpretează actorii Kenneth Tobey, Margaret Sheridan, Robert Cornthwaite și Douglas Spencer. James Arness interpretează rolul ființei extraterestre.

## Distribuție
- Margaret Sheridan - Nikki Nicholson
- Kenneth Tobey - Captain Patrick Hendry
- Robert Cornthwaite - Dr. Arthur Carrington
- Douglas Spencer - "Scotty" (Ned Scott)
- James Young - Lt. Eddie Dykes
- Dewey Martin - Crew Chief (Bob)
- Robert Nichols - Lt. Ken MacPherson
- William Self - Corporal Barnes
- Eduard Franz - Dr. Stern
- Sally Creighton - Mrs. Chapman
- James Arness - 'The Thing'
- Paul Frees - Dr. Voorhees
- John Dierkes - Dr. Chapman
- George Fenneman - Dr. Redding
- David McMahon - General Fogerty
- Everett Glass - Dr. Wilson